# Youstin Salas
Youstin Salas, né le 17 juin 1996 à Guápiles, est un footballeur international costaricien, qui joue au poste de milieu défensif au Sporting FC, où il est en prêté par le Deportivo Saprissa.

## Biographie

### En club
Youstin Salas fait ses débuts en professionnel le 24 avril 2014 avec le Santos de Guápiles contre l'Universidad de Costa Rica.
Il dispute son premier match continental en Ligue de la CONCACAF le 2 août 2017 face au club trininadien de San Juan Jabloteh. Lors de ce match, il inscrit le premier but de sa carrière professionnelle.
Le 23 mai 2018, Salas rejoint le CS Herediano. Il manque trois mois de compétition en milieu d'année 2018 en raison d'une fracture de péroné. Il dispute son premier match sous ses nouvelles couleurs le 28 octobre 2018 contre l'AD Carmelita, en remplaçant  Heyreel Saravia à l'heure de jeu. Pour son second match, le 1er novembre 2018, il dispute le match retour de la finale de Ligue de la CONCACAF contre le CD Motagua en entrant en jeu à trois minutes du terme à la place de José Guillermo Ortiz. Herediano perd ce match 2-1 mais remporte le titre grâce à sa victoire 2-0 à l'aller. Au mois de décembre 2018, le CS Herediano remporte le championnat d'ouverture, sans que Salas ne dispute aucun des matchs à élimination directe.
Le 27 mai 2019, il est prêté au CF Universidad de Costa Rica en compagnie de quatre autres joueurs du CS Herediano. Il dispute son premier match avec la U contre son ancien club d'Herediano le 21 juillet 2019.
Le 13 décembre 2019, il rejoint le Municipal Grecia. Il dispute son premier match le 12 janvier 2020 contre le CS Herediano.
En 2022, il rejoint le Deportivo Saprissa. Le 21 juillet 2022, il fait ses débuts avec son nouveau club contre le Municipal Pérez Zeledón.

### En sélection
Le 13 novembre 2021, Salas honore sa première sélection en équipe du Costa Rica face au Canada dans le cadre des qualifications à la Coupe du monde 2022.
Le 3 novembre 2022, il est sélectionné par Luis Fernando Suárez pour participer à la Coupe du monde 2022,.

## Palmarès
- CS Herediano
  - Champion du Costa Rica en 2018 (ouverture) et en 2019 (ouverture).

- Deportivo Saprissa
  - Champion du Costa Rica en 2022 (ouverture).